# Toast sandwich
Il toast sandwich è un panino britannico con tre fette di pane da toast, ove solo quella centrale è tostata, e un companatico di burro, sale, e pepe.

## Storia
Il toast sandwich potrebbe risalire al 1861, anno della pubblicazione del Book of Household Management di Isabella Beeton. Nel tomo, il panino è inserito fra le ricette per invalidi, e considerato altrettanto buono assieme alla carne sfilacciata o a delle fette molto sottili di carne fredda. Il ricettario aggiunge che "in ognuna di queste forme, (il toast sandwich) allieterà l'appetito di un infermo".
Centocinquant'anni dopo l'uscita del libro di Beeton, nel mese di novembre del 2011, il toast sandwich venne preparato dalla Royal Society of Chemistry (RSC) nel corso di una degustazione finalizzata a riportare in auge il piatto, che era stato dimenticato durante la grande recessione. Dopo aver stimato che il costo del panino fosse pari a 0.075 sterline britanniche, la RSC lo definì il "pranzo più economico del Paese". La Society of Chemistry indisse anche un concorso in cui i concorrenti avrebbero dovuto inventare la ricetta di un pasto più economico di quella del toast sandwich. A causa dell'eccessivo numero di partecipanti, il premio di 200 sterline venne assegnato ad un concorrente scelto a caso.

## Accoglienza
Il toast sandwich è stato accolto con freddezza, tanto che alcuni lo considerano il "panino più triste in assoluto". Mike Vago di A.V. Club ritiene che il toast sandwich sia "insensato nella sua stravaganza", mentre in un trafiletto dedicato ai "12 panini che cambiano la vita e di cui non hai mai sentito parlare" apparso sul Daily Mail, "(il toast sandwich) non è niente di speciale (...) è un bene che i dadaisti non abbiano poi inventato altri panini".

Il toast sandwich fu oggetto di un dibattito avvenuto al Leonard Lopate Show al quale parteciparono Dan Pashman di The Sporkful e l'ospite Leonard Lopate. Quest'ultimo lo considerava "strano". In una puntata del panel show umoristico Wait Wait... Don't Tell Me!, trasmesso su NPR, l'ospite Peter Sagal e i relatori provarono il panino. Sagal disse, non senza ironia:
Nonostante i giudizi negativi ricevuti, alcuni chef britannici hanno riproposto l'alimento in alcune varianti più elaborate nei menù dei loro ristoranti.